# لوکاس ناتبک
لوکاس ناتبک (انگلیسی: Lukas Nottbeck؛ زادهٔ ۲۲ اکتبر ۱۹۸۸) بازیکن فوتبال اهل آلمان است.
از باشگاه‌هایی که در آن بازی کرده‌است می‌توان به باشگاه فوتبال اس‌سی فورتونا کلن و باشگاه فوتبال بروسیا دورتموند اشاره کرد.